# Xã Rat Lake, Quận Mountrail, Bắc Dakota
Xã Rat Lake (tiếng Anh: Rat Lake Township) là một xã thuộc quận Mountrail, tiểu bang Bắc Dakota, Hoa Kỳ. Năm 2010, dân số của xã này là 21 người.